# Xã Polk, Quận Washington, Indiana
Xã Polk (tiếng Anh: Polk Township) là một xã thuộc quận Washington, tiểu bang Indiana, Hoa Kỳ. Năm 2010, dân số của xã này là 2.626 người.